# 植木光治
植木 光治（うえき みつはる、1948年（昭和23年）5月16日 - ）は、日本の政治家。元福岡県大川市長（2期）。
九州大学を卒業。
2005年、大川市長選挙に立候補し、初当選する。2期目となる2009年の市長選挙では対立候補がなく、無投票で再選された。2期目をもって退任。